# 1833年7月17日日食
1833年7月17日日食为一次在协调世界时1833年7月17日出現的日全食。該次日食食分為1.0591，食甚維持3分29秒。

## 概述
這次日食的食分是1.0591，全食維持3分29秒。

## 基本參數
- 類型：日全食
- 食甚資料：
  - 日期：1833年7月17日
  - 時間：7時8分2秒
  - 地點：78N 92E
  - 食分：1.0591
  - 日全食持續時間：3分29秒

## 文獻記錄
中國史書《清實錄》記載，「道光十三年癸巳，六月庚子朔，日食。」</ref>經後人推算，西元1833年7月17日中國時區下午16點18分，北京可見食分0.38。

## 外部連結
- NASA日食專頁（页面存档备份，存于）（英文）